# Заговор 1832 года
Заговор 1832 года (груз. 1832 წლის შეთქმულება, также грузинский заговор 1832 года) — раскрытый в декабре 1832 года заговор некоторых видных представителей грузинской аристократии, имевший целью восстановление грузинской государственности и возвращения на престол независимой Грузии династии Багратиони.

## Предыстория
Присоединение к России восточной Грузии (Картли-Кахетии) указом императора Павла, подписанным 22 декабря 1800 года, хотя и было сделано по настоятельной просьбе царя Картли-Кахетии Георгия XII, тем не менее было негативно воспринято частью грузинского дворянства, усмотревшей в этом акте прямое нарушение Георгиевского трактата и фактическую аннексию до того независимого царства. Подтверждение указа Павла взошедшим на престол императором Александром I манифестом от 12 сентября 1801 года было сделано без консультаций с находившимися в Санкт-Петербурге представителями грузинских дворянских родов. Грузинская знать в Петербурге, до того в основном лояльная империи, была глубоко оскорблена таким отношением и восприняла безапелляционное подтверждение указа как национальное унижение. Идея о необходимости отделения Грузии от империи широко распространилась среди грузинских дворян. Последующие события, в том числе признание Персией прав России на восточную Грузию, оформленное как один из пунктов Гюлистанского мирного договора 1813 года, послужили дальнейшему закреплению статуса Грузии как части Российской империи. Такой статус с одной стороны давал гарантии мира и спокойствия для жителей восточной Грузии, а с другой стороны был источником внутренней нестабильности в регионе на почве имущественных, культурных и этнических трений между русской администрацией и новыми подданными, особенно аристократией.
Хотя часть грузинской знати стремилась к интеграции с Россией, многие из знатнейших грузинских дворян были недовольны ограничениями их традиционной власти и мечтали о её возвращении через восстановление независимости Грузии и грузинского царского рода. Судебные иски о признании за грузинской знатью дворянских привилегий по российскому закону могли разбираться в коррумпированных и неэффективных судах годами, что ограничивало дворян в распоряжении собственным имуществом и позволяло крестьянам законно не платить оброк. Ещё одним важным вкладом в распространение национально-освободительных идей стала образовательная политика Александра I, открывшая грузинским дворянам двери в университеты Москвы и Петербурга, в Пажеский корпус и артиллерийские школы, во всех этих учреждениях в 20-х годах 19 века были популярны «либеральные идеи». После восстания декабристов, во время ссылки на Кавказ некоторых из заговорщиков грузинские дворяне смогли познакомиться с ними лично, и идеи о грузинском национальном восстании приобрели реальные черты и были оформлены в виде заговора.

## История заговора
Центральными фигурами заговора стали царевич Окропир, сын последнего царя Картли-Кахетии Георгия XII и его двоюродный брат царевич Димитрий, внук царя Ираклия II. В Тифлисе заговор поддержали главы княжеских родов Орбелиани и Эристави. Важнейшие организационные функции выполнял писатель и философ Соломон Додашвили, редактировавший в 1828—1832 годах выходившую в Тифлисе грузинскую версию газеты «Тифлисские ведомости», он осуществлял связь между группами заговорщиков Тифлиса, Москвы и Петербурга.
Царевич Димитрий с 1825 года регулярно встречался и беседовал с грузинскими студентами, обучавшимися в Петербурге, царевич Окропир в 1826 году организовал аналогичный кружок в Москве, оба царевича уговаривали молодых дворян поддержать идею независимости, взывая к их патриотическим чувствам. В результате этих встреч было образовано тайное общество, ставившее своей целью восстановление независимого единого грузинского царства и возвращения на трон династии Багратионов. В 1827—1829 годах центр общества постепенно переместился в Тифлис, а в 1830 году царевич Окропир посетил Грузию и обсуждал детали заговора с князьями Орбелиани и Эристави, а также с Соломоном Додашвили. Заговор был поддержан и частью аристократии западной Грузии, где Россия в 1811 упразднила и присоединила Имеретинское царство. Одобрение заговора было получено и от династии Шервашидзе, правившей Абхазией. Большинство заговорщиков-дворян стояли на монархических позициях и желали восстановления в том или ином виде власти грузинских царей, лишь происходивший из крестьян Соломон Додашвили мечтал о демократической Грузинской республике.
В Тифлисе основным местом встреч для заговорщиков стал дом вдовствующей княгини Текле Орбелиани, матери двух активных участников заговора. Заговорщики планировали пригласить всех членов русской администрации в Грузии во главе с главноуправляющим генералом Розеном на бал во дворце Орбелиани и по сигналу всех убить. После ликвидации русской администрации планировалось захватить Дарьяльское ущелье и тем самым перекрыть путь для возможных подкреплений русской армии. После этого предполагалось, что из Персии вернется сын Ираклия II царевич Александр и займёт грузинский трон. Заговорщиков не смутил письменный отказ царевича Александра от участия в заговоре, тайно присланный из Персии, они пригласили возглавить заговор князя Александра Чавчавадзе, пришедшего от приглашения в ужас и назвавшего план «невозможным и идиотским». Чавчавадзе уговаривал заговорщиков обратиться со своими претензиями к императору, но не сообщил властям о заговоре.
Несмотря на радикальность идей заговорщики предприняли очень мало шагов для практической подготовки восстания, ограничиваясь эмоциональными дискуссиями во время тайных встреч. Секретный алфавит и Устав общества, разработанные священником Филадельфом Кикнадзе, были сложными для понимания. Устав в основном был посвящён правилам членства в обществе, не касался прав граждан и устройства будущего государства и в нём твёрдо отрицались «пагубные результаты» республиканского устройства. По мнению царской следственной комиссии сложность Устава делала его вполне безопасным документом. Заговорщики не делали попыток провести подготовительную работу ни с населением Тифлиса, ни с расквартированными в городе войсками, ни с значительной польской диаспорой города, хотя расчёт на поддержку всех этих групп у заговорщиков был. Наиболее детальным документом заговора было «Распоряжение на первую ночь бунта», разработанное Димитрием Эристави вместе с Иасе Палавандишвили и одобренное другими заговорщиками. В «Распоряжении» подробно описывалось распределение участников по городу, захват казны и арсенала, ликвидация русских чиновников и всех прочих, их поддерживающих. Жители Тифлиса должны были собраться и под звон церковных колоколов поклясться в верности независимой Грузии. До воцарения на троне одного из царевичей предполагалось сделать регентом жившую в Тифлисе Тамару Багратиони, дочь Ираклия II.
Бал, на котором предполагалось убить русских чиновников был назначен на 20 ноября 1832 года, но затем был несколько раз перенесён. Незадолго до окончательной даты, 20 декабря 1832 года, один из заговорщиков, князь Иасе Палавандишвили сообщил о заговоре властям, явившись с повинной. Причиной, побудившей Иасе Палавандишвили предать остальных заговорщиков, часть источников называет страх перед наказанием после предстоящего провала заговора (неизбежность провала князь, будучи одним из организаторов, отлично понимал). Другие источники считают что явка с повинной была сделана Иасе Палавандишвили под давлением брата, гражданского губернатора Тифлиса Николоза Палавандишвили, узнавшего о заговоре но оставшегося лояльным действующей власти. Иасе Палавандишвили сообщил о заговоре 9 декабря 1832, написав признание и передав его начальнику штаба Отдельного Кавказского корпуса генералу Вольховскому, а на следующий день, 10 декабря, все заговорщики были арестованы, и уже 11 декабря начала работу «Секретная следственная Комиссия по злоумышленному заговору противу Правительства, обнаруженному между некоторыми Грузинскими уроженцами». Руководил её работой барон Г. В. Розен, секретарём комиссии (делопроизводителем) стал дежурный штаб-офицер Кавказского корпуса Д. А. Всеволожский.

## Последствия заговора
Следствием по делу о заговоре занималась группа высших офицеров, возглавляемая генерал-майором Байковым. Большинство обвиняемых на допросах полностью признали свою вину и охотно давали показания против себя и товарищей, обвиняли себя и их в тягчайших преступлениях, рассчитывая полным признанием смягчить свою участь. Арестованные содержались в офицерских казармах на Авлабаре, поэтому в некоторых источниках следствие по заговору упоминалось как «казарменное дело». Всего было арестовано 145 человек, по мере хода следствия большинство из них было освобождено, под стражей до суда оставались 32 человека. Десять человек были приговорены к смертной казни, но приговор был немедленно смягчён императором Николаем Павловичем, и все приговорённые отправились в ссылку.
Большинство участников заговора благодаря своему статусу дворян отделались сравнительно мягкими наказаниями, через четыре-пять лет получили разрешение вернуться из ссылок в Грузию и в дальнейшем занимали высокие должности в имперской иерархии. Исключением стали заговорщики-разночинцы, в том числе Додашвили, сосланный в Вятку и умерший там в 1835, и поэт Соломон Размадзе, умерший 1862 году в Пензе. Не вернулся на родину из ссылки и предавший заговорщиков князь Иасе Палавандишвили, сосланный на службу в Финляндию и Архангельскую губернию, ставший лесничим и первым экологом Печорского края, и закончивший свои дни в Усть-Цильме Печорского края.

## Историческая и современная оценка
Мягкость наказаний заговорщиков по прямому указанию императора Николая, заметно отличавшаяся от наказаний декабристов и кружка Петрашевского, по-видимому могла быть объяснена отчасти тем, что грузинские заговорщики-дворяне не были ни радикалами, ни интеллектуалами, а были монархистами и представителями того самого класса, поддержки которого Российская империя добивалась для упрочения своей власти на Кавказе. В исторической перспективе политика прощения оказалась совершенно оправдана, и грузинское дворянство стало одним из самых лояльных слоёв имперской иерархии.
В целом заговор 1832 года мог бы служить примером столкновения «феодального» и «бюрократического» типов управления, когда на смену осуществления одним аристократом политической, экономической и судебной власти на своей территории пришла формализованная структура, разделяющая эти функции между несколькими институтами правящего класса. Грузинское дворянство заметно потеряло в полномочиях, но взамен получило перспективы почти неограниченного карьерного роста в масштабах гигантской империи, которыми во многих случаях весьма успешно пользовалось. Замена в Грузии феодальных порядков на бюрократические открыла вертикальную мобильность для новых экономически активных слоёв населения, в том числе для бывших грузинских крепостных и для городских купцов-армян.
Изменения в грузинском обществе привели к повышению уровня образованности и развитию связей между землями Грузии, что в свою очередь дало толчок развитию грузинского национального самосознания и критической гражданской мысли. Илья Чавчавадзе, оценивая заговор в своей сатире «Как поступали, или история Грузии в XIX веке» едко высмеивал нерешительность заговорщиков и их малодушное поведение перед лицом следствия. Современная грузинская историография считает, что, несмотря на неудачу, заговор послужил вдохновляющим примером для многих видных деятелей грузинского национального движения. Произведения Соломона Додашвили считаются первыми образцами грузинской демократической мысли.